# San Ciro de Acosta
San Ciro de Acosta es una localidad del estado mexicano de San Luis Potosí, cabecera del municipio homónimo.

## Toponimia
La localidad se formó como una colonia militar al mando del general José Ciro, en cuyo homenaje fue nombrada. Luego de varios cambios temporales, se estableció el nombre San Ciro de Acosta, en memoria del revolucionario Miguel Acosta.

## Geografía
Se encuentra en la ubicación 21°3′8″N 99°49′3″O / 21.05222, -99.81750, a una altitud de 915 m s. n. m. La zona urbana ocupa una superficie de 4.135 km².

## Demografía
Según los datos registrados en el censo de 2020, la población de San Ciro de Acosta es de 7361 habitantes, lo que representa un crecimiento promedio de 0.48% anual en el período 2010-2020 sobre la base de los 7026 habitantes registrados en el censo anterior. Al año 2020 la densidad poblacional era de 1780 hab/km².
| Gráfica de evolución demográfica de San Ciro de Acosta entre 2000 y 2020 |
|                                                                          |
| Fuente: Instituto Nacional de Estadística Geografía e Informática        |

En 2020 el 48% de la población (3532 personas) eran hombres y el 52% (3829 personas) eran mujeres. El 59.3% de la población (4368 personas), tenía edades comprendidas entre los 15 y los 64 años.
La población de San Ciro de Acosta está mayoritariamente alfabetizada (5.61% de personas mayores de 15 años analfabetas, según relevamiento del año 2020), con un grado de escolaridad en torno a los 8 años. Solo el 0.73% de la población se reconoce como indígena. 

El 91.4% de los habitantes de San Ciro de Acosta profesa la religión católica.
En el año 2010 estaba clasificada como una localidad de grado alto de vulnerabilidad social. Según el relevamiento realizado, 3189 personas de 15 años o más no habían completado la educación básica, —carencia conocida como rezago educativo—, y 1866 personas no disponían de acceso a la salud.

## Economía
Las principales actividades económicas de la población son la agricultura, la ganadería y el comercio.